# Yola peringueyi
Yola peringueyi är en skalbaggsart som beskrevs av Guignot 1942. Yola peringueyi ingår i släktet Yola och familjen dykare. Inga underarter finns listade i Catalogue of Life.